# Zone de protection marine

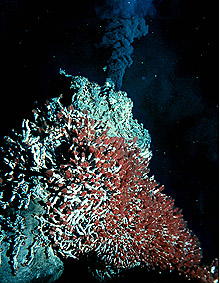
Cheminée sous-marine avec corail.

Les zones de protection marine (anglais : Marine Protected Areas) sont des aires marines protégées du Canada administrées par Pêches et Océans Canada. Ces zones protégées visent la protection des espèces halieutiques commerciales et non commerciales et de leur habitat, des espèces marines en voie de disparition et de leur habitat, des habitats uniques et des zones marines dont la biodiversité ou la productivité biologique est élevée. Il y a actuellement 7 zones de protection marine.

## Zone de protection marine
| Zone de protection marine                                                          | Province ou territoire    | Superficie km2 | Création |
| ---------------------------------------------------------------------------------- | ------------------------- | -------------- | -------- |
| Anguniaqvia niqiqyuam                                                              | Territoires du Nord-Ouest | 2 361,00       | 2016     |
| Baie Gilbert                                                                       | Terre-Neuve-et-Labrador   | 60,00          | 2005     |
| Banc-des-Américains                                                                | Québec                    | 1 000,00       | 2019     |
| Banc-de-Sainte-Anne                                                                | Nouvelle-Écosse           | 4 364,00       | 2017     |
| Basin Head                                                                         | Île-du-Prince-Édouard     | 9,46           | 2005     |
| Champ hydrothermal Endeavour                                                       | Colombie-Britannique      | 100,00         | 2003     |
| Chenal Laurentien                                                                  | Terre-Neuve-et-Labrador   | 11 580,00      | 2019     |
| Eastport – île Duck                                                                | Terre-Neuve-et-Labrador   | 1,77           | 2005     |
| Eastport – île Round                                                               | Terre-Neuve-et-Labrador   | 0,33           | 2005     |
| Estuaire de la Musquash                                                            | Nouveau-Brunswick         | 11,50          | 2007     |
| Le Gully                                                                           | Nouvelle-Écosse           | 2 364,00       | 2004     |
| Mont sous-marin SG̲áan K̲ínghlas-Bowie                                               | Colombie-Britannique      | 6 131,00       | 2008     |
| Récifs d'éponges siliceuses du détroit d'Hécate et du bassin de la Reine-Charlotte | Colombie-Britannique      | 2 410,00       | 2017     |
| Tang.ɢ̱wan – ḥačxwiqak – Tsig̱is                                                     | Colombie-Britannique      | 133 017,00     | 2024     |
| Tarium Niryutait                                                                   | Territoires du Nord-Ouest | 1 750,00       | 2010     |
| Tuvaijuittuq                                                                       | Nunavut                   | 319 411,00     | 2019     |